# Desecrator (musikalbum)
Desecrator är det andra albumet av det svenska heavy metal-bandet Ambush.

## Marknadsföring
Den 23 juni 2015 la Ambush upp en bild på deras omslag till albumet där de avslöjade att nya albumet kommer i slutet av året.
Den 18 augusti 2015 släpptes den officiella musikvideon till nya låten Possessed by Evil på deras YouTube-kanal som senare kom med på albumet.
Den 19 till 28 oktober la bandet upp fem videoklipp där alla bandmedlemmar berättar om sina favoritlåtar från albumet.

## Musikvideon blev bannad
Den 18 augusti 2015 släpptes den officiella musikvideon till Possessed by Evil på YouTube, men tre månader senare blev den borttagen av YouTube för att den bröt mot deras regler att visa för mycket hud. Den 23 november släpptes dock en censurerad version på deras YouTube-kanal.

## Låtlista
| Nr | Titel                   | Längd |
| -- | ----------------------- | ----- |
| 1. | Possessed by Evil       |       |
| 2. | Night of the Defilers   |       |
| 3. | Desecrator              |       |
| 4. | The Chain Reaction      |       |
| 5. | Southstreet Brotherhood |       |
| 6. | Rose of the Dawn        |       |
| 7. | Master of the Seas      |       |
| 8. | Faster                  |       |
| 9. | The Seventh Seal        |       |